# Ein wilder Sommer – Die Wachausaga
Ein wilder Sommer – Die Wachausaga ist ein österreichischer Spielfilm von Anita Lackenberger aus dem Jahr 2018 mit Jürgen Tarrach, Dagmar Bernhard und Tim Bettermann in den Hauptrollen. Die Premiere erfolgte am 9. November 2018 im Hollywood Megaplex in St. Pölten. Der Film kam in der Folge österreichweit in die Kinos. Im ORF wurde der Film erstmals am 10. April 2021 gezeigt.

## Handlung
In einem Ort in der Wachau in Niederösterreich wird in den frühen 1980er-Jahren auch für die Landjugend ein zunehmend freies Lebensgefühl spürbar. So wandeln sich etwa die Geschlechterrollen, aber auch die Arbeitswelt. Eines Tages wird die Schließung der ortsansässigen Fabrik der Familie Glanzler, der Arbeitsplatz vieler Dorfbewohner, verkündet. Die bisher als gesichert angenommenen Lebensentwürfe und Strukturen der Menschen werden dadurch erschüttert, die Zukunft ist ungewiss.
Anna ist eine Studentin die zwischen Studien- und Heimatort pendelt, um im neu eröffneten Gasthaus ihres Onkels Schorsch mitzuhelfen. Nach einigem Werben durch den Schürzenjäger Kurt Pichler lässt sie sich auf eine unverbindliche Beziehung mit ihm ein.  Nachdem Anna erfährt, dass sich Kurt außerdem auch noch mit der ebenfalls pendelnden Elisabeth trifft und diese heiraten möchte, ist Anna schockiert und stellt fest, dass ihr Kurt doch nicht ganz so gleichgültig ist wie sie ursprünglich angenommen hatte. Annas Freundin Karin ist mit Horst liiert, nachdem Kurt sie wegen Elisabeth verlassen hatte.
Aufgrund erfolgloser Arbeitssuche beginnt Kurts Vater Helmuth zu trinken und wird zunehmend aggressiv und gewalttätig und schlägt seine Frau Roswitha krankenhausreif. Weil er sich nicht beim Arbeitsamt meldet, wird ihm auch die Unterstützung gestrichen.
Um sich wieder mit Anna zu versöhnen, sucht Kurt sie in Innsbruck an der Uni auf, nach einem Sommerfest verbringen Anna und Kurt erneut eine Nacht miteinander. Franz, der Sohn des Bürgermeisters, macht Anna ebenfalls Avancen und sie besuchen gemeinsam das Feuerwehrfest. Kurt, der auf Franz eifersüchtig ist, geht in seinem Zorn auf Anna los. Diese bricht daraufhin den Kontakt mit ihm ab. Helmuth setzt die Fabrik in Brand und begeht anschließend dem Geräusch nach Suizid mit einer großkalibrigen Kanone. Im Dorf wird erzählt, dass der Brand beauftragt wurde. Kurt, der wiederholt die Arbeit verliert, unternimmt einen Selbstmordversuch, wird aber rechtzeitig von Karin gefunden. 
Einige Zeit später treffen sich Karin, Anna und Kurt wieder. Karin ist mittlerweile schwanger und mit Horst verheiratet, Elisabeth ist von Kurt schwanger, die beiden wollen ebenfalls heiraten.

## Produktion und Hintergrund

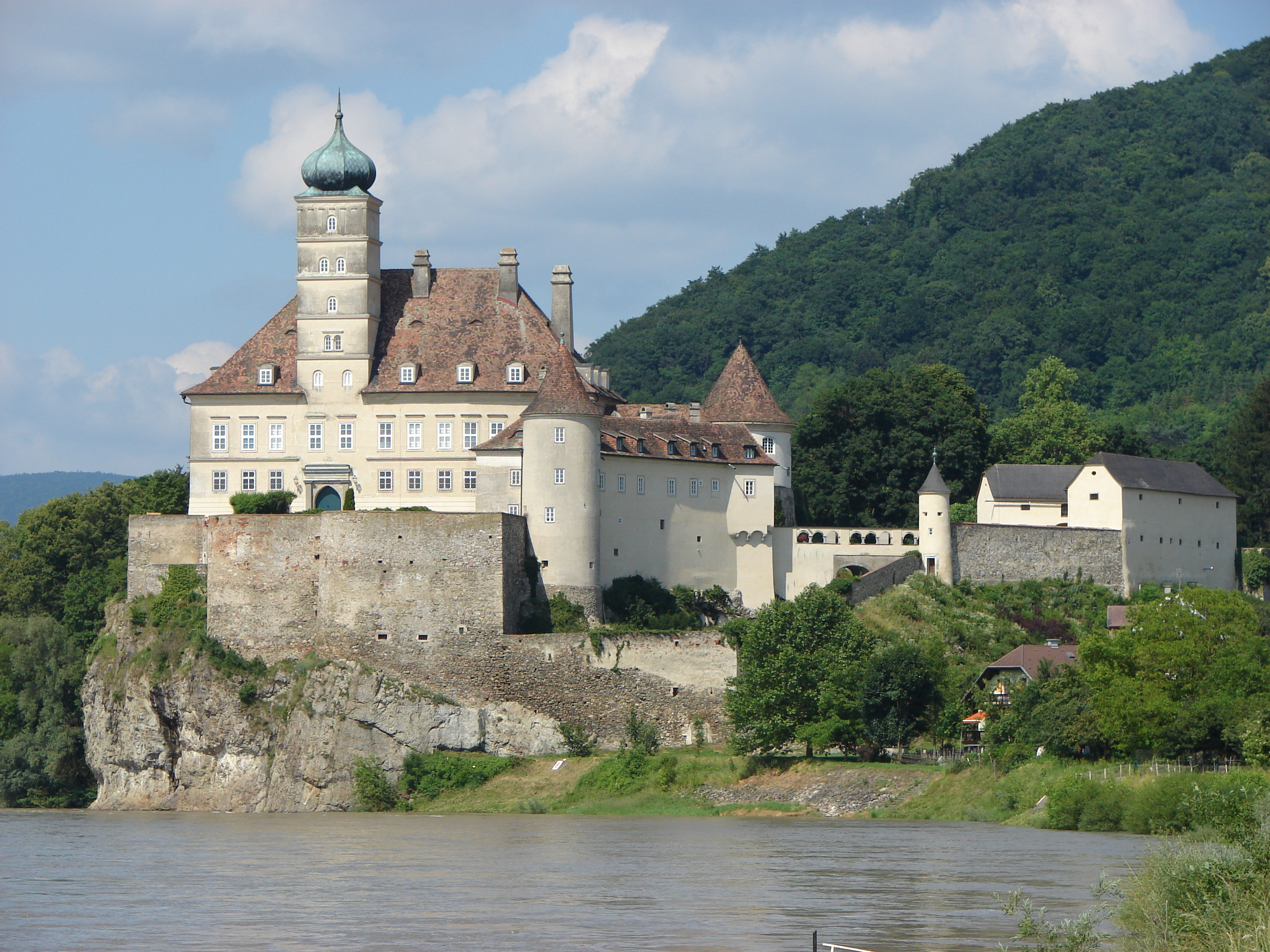
Einer der Drehorte: Schloss Schönbühel

Die Dreharbeiten fanden vom 21. Februar bis zum 16. Juni 2018 statt, gedreht wurde in der Wachau und in Tirol. Drehorte waren unter anderem Aggsbach-Dorf, Gerolding, Albrechtsberg, die Burgruine Aggstein, Schloss Schönbühel, eine Fabrik in Loosdorf und der Bahnhof in Melk. In Tirol wurde unter anderem an der Universität Innsbruck, im Innsbrucker Saggen-Viertel, im ehemaligen Gasthof Hirschen in Schwaz sowie auf Burg Freundsberg gedreht.
Unterstützt wurde der Film vom Österreichischen Filminstitut, von Filmstandort Austria, dem Land Niederösterreich und Cine Tirol, beteiligt war der ORF. Produziert wurde der Film von der Produktion West Gerhard Mader und der Kreativlösung Filmproduktions GmbH. Für den Ton zeichnete Daniel Huber verantwortlich, für das Szenenbild Philipp Walser und für das Kostümbild Julia Klug.
Als Mädchen verbrachte Regisseurin und Drehbuchautorin Anita Lackenberger einige Wochen bei ihrem Onkel in Schönbühel-Aggsbach, der dort ein Wirtshaus führte. Dort tauschten sich die Menschen aus. Sorgen bereitete ihnen vor allem die Absiedelung der Firma Zizala und der damit verbundene Verlust von Arbeitsplätzen in der Region. Der Partner von Anita Lackenberger, der Tiroler Gerhard Mader, produzierte den Film und zeichnete auch für die Kamera verantwortlich. Nach Vals (2014) ist dies der zweite Spielfilm von Anita Lackenberger. Die Produktionskosten betrugen 2,5 Millionen Euro.
Anlässlich des Internationalen Frauentags 2021 stellte die AK Niederösterreich den Film kostenlos zum Download zur Verfügung.

## Auszeichnungen und Nominierungen
Österreichischer Filmpreis 2020
- Nominierung in der Kategorie Beste weibliche Nebenrolle (Gerti Drassl)[17]
- Nominierung in der Kategorie Beste männliche Nebenrolle (Heinz Trixner)